# آنتونیو سیلوا
آنتونیو سیلوا (انگلیسی: Antônio Silva؛ زادهٔ ۱۴ سپتامبر ۱۹۷۹) جودوکار، ورزشکار هنرهای رزمی ترکیبی و کاراته‌کا اهل برزیل است.